# Echinopsis hertrichiana
Echinopsis hertrichiana là một loài thực vật có hoa trong họ Cactaceae. Loài này được (Backeb.) D.R.Hunt mô tả khoa học đầu tiên năm 1991.

## Hình ảnh

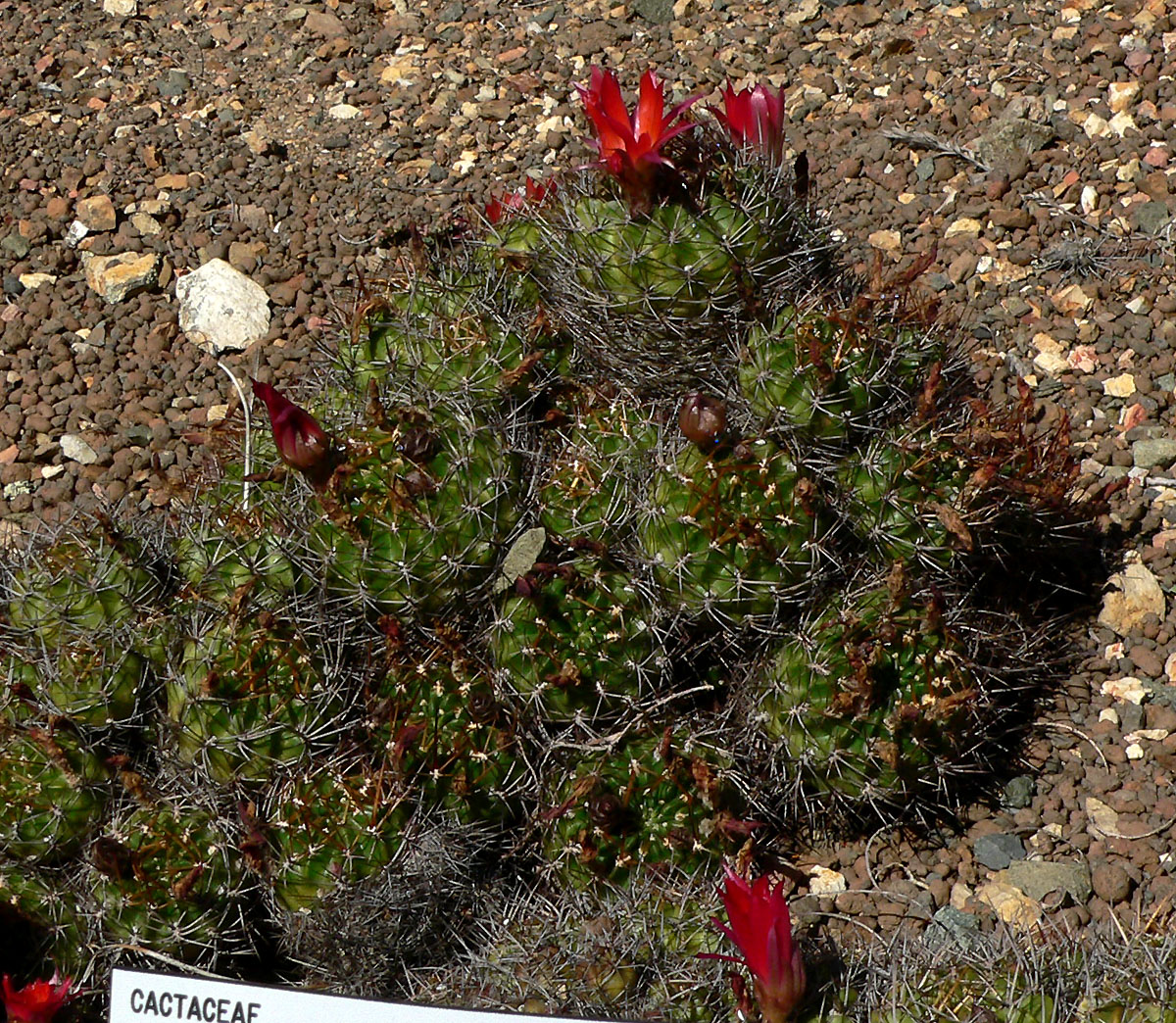
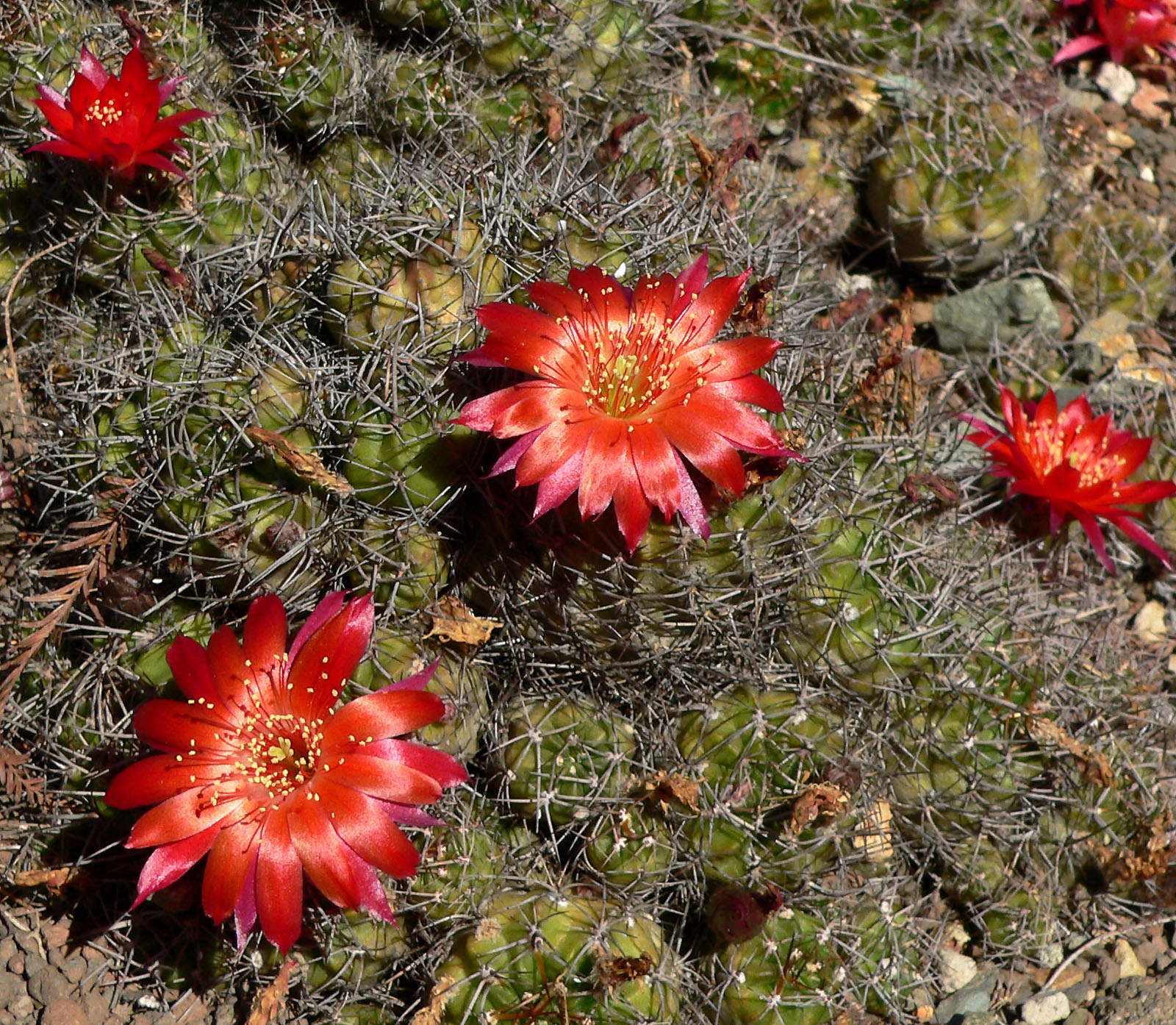
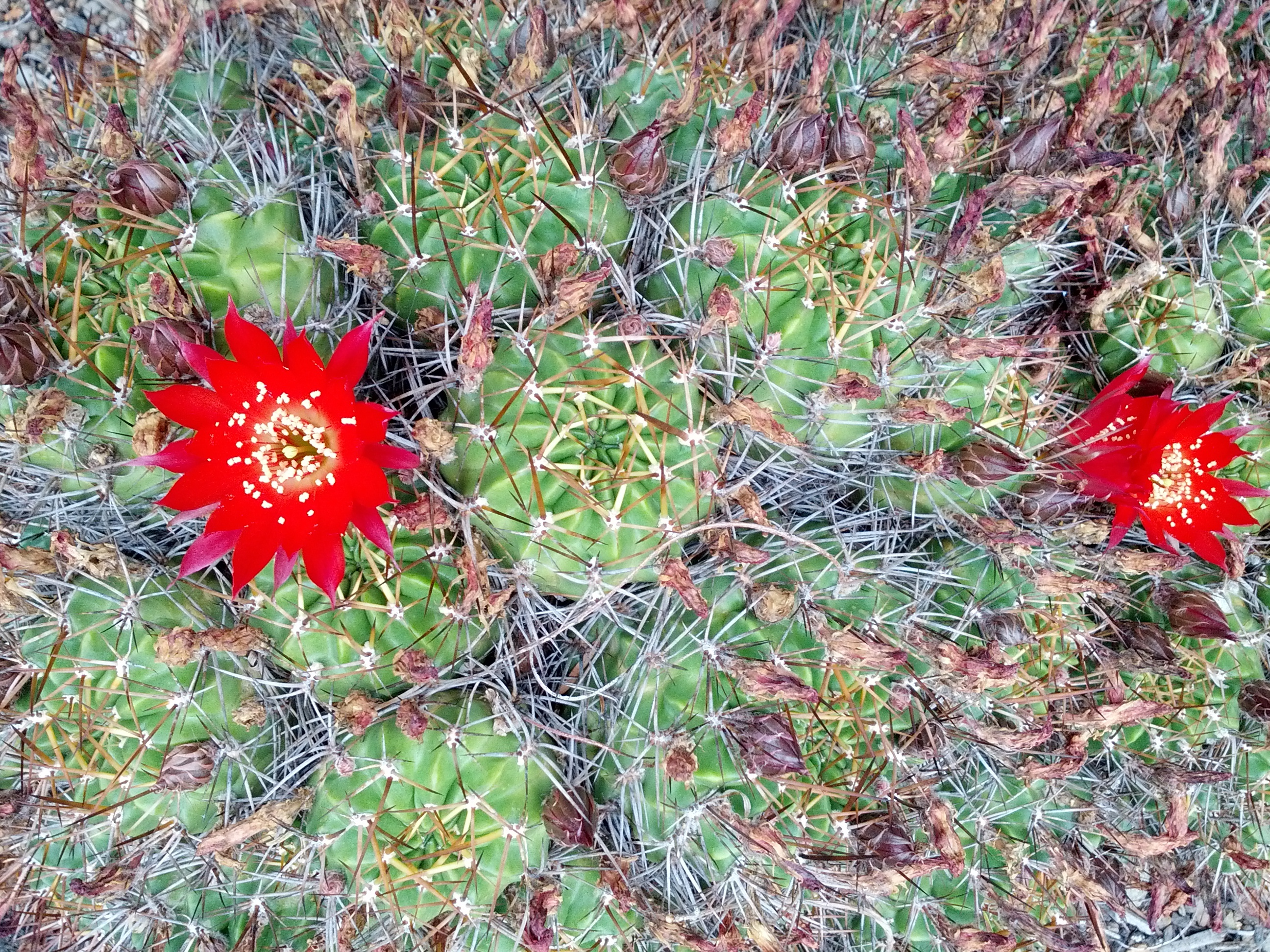